# Instituto Universitário Egas Moniz
O Instituto Universitário Egas Moniz (IUEM) é uma instituição privada de ensino superior em Portugal dedicada ao ensino superior na área da saúde e ciências forenses. Fundado em 1987 conta atualmente com 15 cursos, entre licenciaturas, mestrados e pós-graduações.
O Instituto tem vários professores de renome, sendo um deles o Professor Doutor Nuno Taveira, vencedor de um prémio Pfizer no ano de 2012 por avanços significativos no processo de conhecimento do virus HIV e da luta contra a SIDA.

### Infrastruturas[1]

##### Anfiteatros
Anfiteatro Prof Doutor Martins dos Santos com capacidade para 450 pessoas. 8 anfiteatros auxiliares com capacidades entre os 40-200 pessoas.

##### Residência Universitária
211 quartos totalmente equipados para dar resposta às necessidades de alojamento dos alunos que inclui 6 suites para alojamento de docentes e investigadores convidados.

##### Laboratórios de Investigação
- Centro de Genética Médica e Nutrição Pediátrica
- Centro de Microscopia Eletrónica e Histopatologia Egas Moniz
- Gabinete de Informação e Atendimento à Vítima
- Gabinete de Psicologia Forense Egas Moniz
- Grupo de Estudos em Nutrição Aplicada (G.E.N.A.)
- Grupo de Estudos Sociais Aplicados (GESA)
- Laboratório de Ciências Forenses e Psicológicas Egas Moniz
- Laboratório de Microbiologia Aplicada Egas Moniz